# Museo de Arte Contemporáneo de Rosario

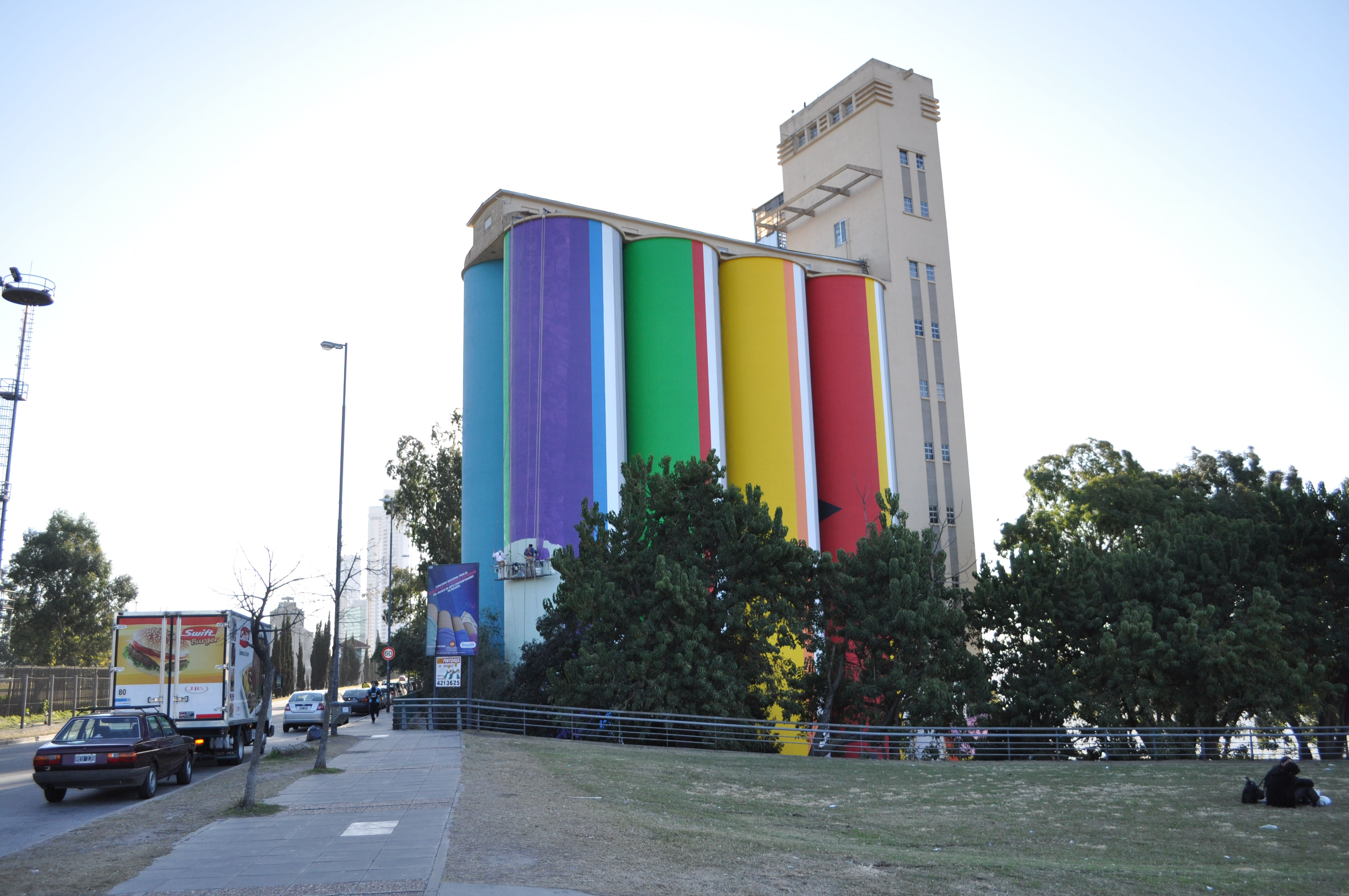
Nueva fachada del Macro, pintada según el proyecto ganador de Martín Agüero

Museo de Arte Contemporáneo de Rosario (MACRo) es un museo de arte situado en la ciudad de Rosario, Argentina. Administrativamente depende del Museo Municipal de Bellas Artes Juan B. Castagnino. 
Se encuentra ubicado en la intersección del Boulevard Oroño y el río Paraná en lo que fuera un silo de una ex zona portuaria de la ciudad llamado Silo Davis. El edificio fue proyectado por Ermete de Lorenzi (1900-1971), uno de los más importantes arquitectos rosarinos del siglo XX.
La institución pone énfasis en la conservación, documentación y catalogación de su patrimonio, en la promoción del arte rosarino y en la incorporación de obras contemporáneas de las más diversas regiones del país, mediante un plan de adquisiciones destinado a tal fin. 
Su patrimonio es, al día de hoy, la colección de arte contemporáneo argentino más importante del país, con obras de artistas como Nicola Constantino, Marcos López, Marta Minujín, Marcelo Pombo, León Ferrari y de grupos como Tucumán Arde, entre otros.

## Historia
Este anexo del Museo Castagnino nació como consecuencia de la formación de una importante colección, cuya historia comienza por una iniciativa de la Fundación Antorchas, que aceptó donar 27 obras que habían sido seleccionadas por el director del MALBA (Museo de Arte Latinoamericano de Buenos Aires) Marcelo Pacheco, si se conformaba una gran colección de arte argentino. 
La Municipalidad de Rosario y la Fundación Museo Castagnino, junto con empresas y particulares, consiguieron reunir los fondos necesarios para el financiamiento del proyecto. 
Simultáneamente desde finales del siglo XX se viene realizando una importante intervención en la costa central de la ciudad de Rosario como consecuencia del traslado de las actividades portuarias que allí se desarrollaban. 
Entre los edificios considerados con valores históricos en esta ex zona portuaria se encontraba el denominado Silo Davis, que fue seleccionado para albergar el nuevo museo de arte contemporáneo.
Fue inaugurado el 16 de noviembre de 2004.

## El Edificio
El Museo funciona en lo que fue una planta de acopio de granos a orillas del río Paraná. En la primera etapa se habilitaron 970 metros cuadrados correspondientes a los diez pisos donde funcionaban las oficinas y un corredor amplio que corona los silos a la altura de la séptima planta. Para una segunda etapa está previsto el reciclado de los ocho cilindros, de 7,5 metros de diámetro cada uno. 
El proyecto fue realizado por la Dirección de Proyectos Urbanos de la Secretaría de Planeamiento de la Municipalidad de Rosario. Se buscó preservar íntegramente el edificio, exaltando las características propias del hormigón, acentuando la austeridad como valor y manteniendo la estructura a la vista. 
El museo cuenta con todos los servicios y posee externamente un ascensor vidriado, que permite acceder a sorprendentes vistas de la ciudad y las islas. Está climatizado y cuenta con un sistema de control de incendios y de seguridad que cumplen con las normativas internacionales para exhibición de exposiciones.

## Curiosidad
La pintura exterior del museo tiene carácter de obra efímera, ya que cada tres años se llamará a concurso nacional para renovarla. La primera en ganarlo fue la arquitecta rosarina Cintia Prieto, premiada por un jurado integrado por Luis Fernando Benedit, Luis Felipe Noé y Clorindo Testa.
El 12 de mayo de 2010 se conoció el nuevo diseño ganador que desde 2011 pasó a ser la fachada actual del edificio. Se trata de un proyecto presentado por el rosarino Martín Agüero quién, además, obtuvo la suma de $10 000 por resultar elegido. Su propuesta consistió en la representación de etapas y marcas de orientación mediante colores y signos: en colores las estaciones del año como también las etapas del día. En escala de grises las etapas de la vida y por último los cuatro puntos cardinales representados en puntas de flechas negras.

## Acciones complementarias
Aparte de las producciones expositivas y formativas habituales, el museo organiza la Semana del Arte Rosario (SAR), que desde el año 2005, viene desplegando un abanico de célebres descubrimientos contemporáneos. Las ediciones de la Semana del Arte Rosarino incluyen intervenciones y exposiciones en espacios públicos y privados, diarios, cartelería callejera, tarjetas de ómnibus, recorridos urbanos. A través de estas actividades el museo proyecta su acción a toda la ciudad y las ciudades aledañas.

## Colección
La colección del Museo, constituida por 848 obras (sin incluir las piezas de diseño); y de 464 autores, incluidos colectivos y agrupaciones eventuales de variada tendencia, presenta un amplio panorama sobre el Arte Argentino de las últimas décadas. 
Trabajos de artistas enrolados en el Instituto Di Tella y en la denominada vanguardia rosarina de los años '60 se agregaron a las producciones de algunos autores que protagonizaron los desarrollos artísticos del siglo XX.